# Jahtari
Jahtari is een Duits netlabel dat elektronische (dub)reggae uitbrengt. De stijl wordt door het label zelf omschreven als "digital laptop reggae". De naam is een samentrekking van Jah en Atari.
Het label werd in 2004 opgericht door Jan Gleichmar (ook bekend als disrupt). In 2006 werd de eerste cd uitgegeven en daarna volgden vinyluitgaven. 